# Mount Cobb
Mount Cobb är ett berg i Kanada.   Det ligger i provinsen British Columbia, i den sydvästra delen av landet, 3 700 km väster om huvudstaden Ottawa. Toppen på Mount Cobb är 2 030 meter över havet, eller 580 meter över den omgivande terrängen. Bredden vid basen är 14,6 km.
Terrängen runt Mount Cobb är huvudsakligen bergig.Trakten runt Mount Cobb är nära nog obefolkad, med mindre än två invånare per kvadratkilometer.. Det finns inga samhällen i närheten. 
I omgivningarna runt Mount Cobb växer i huvudsak barrskog.